# Liste der Monuments historiques in Wasselonne
Die Liste der Monuments historiques in Wasselonne führt die Monuments historiques in der französischen Gemeinde Wasselonne auf.

## Liste der Bauwerke
| Bezeichnung               | Beschreibung                                                                                 | Standort                                                                                               | Kennzeichnung | Schutzstatus | Datum     | Bild           |
| ------------------------- | -------------------------------------------------------------------------------------------- | --- | ------------- | ------------ | --------- | -------------- |
| Protestantischer Friedhof | Beinhaus von 1673                                                                            | Rue de la Gare (Lage)                                                                                  | PA00085215    | Inscrit      | 1937      | weitere Bilder |
| Wohnhaus                  | Fachwerkhaus auf massivem Sockelgeschoss, bezeichnet 1607, 1704 und 1718; mit Brunnen im Hof | 3 rue du Puits (Lage)                                                                                  | PA00085219    | Inscrit      | 1931      | weitere Bilder |
| Reste der Burg            | Portal, bezeichnet 1782, Artillerieturm, Anfang des 16. Jahrhunderts                         | Cour du Château (Lage)                                                                                 | PA00085214    | Inscrit      | 1931 1932 | weitere Bilder |
| Wohnhaus                  | Zunftzeichen, bezeichnet 1709                                                                | 3 place du Marché (Lage)                                                                               | PA00085218    | Inscrit      | 1931      | weitere Bilder |
| Rathausbrunnen            | Sandsteintrog                                                                                | Rue du Temple (Lage)                                                                                   | PA00085216    | Inscrit      | 1931      |                |
| Gerberhaus                | Massivbau mit Walmdach, Türsturz bezeichnet 1762                                             | 55 rue du Général-de-Gaulle (Lage)                                                                     | PA00085217    | Inscrit      | 1931      | weitere Bilder |
| Ziegelei Pasquay/Bury     | ehemalige Papiermühle, später Dampfziegelei, heute teilweise Wohngebäude; ab 1716            | 54 route de Cosswiller, Ziegelei: 72 rue de Cosswiller, Wohnhaus 74, Villa und Pförtnerhaus: 66 (Lage) | PA00085220    | Inscrit      | 1988      | weitere Bilder |

## Liste der Objekte
| Bezeichnung                       | Beschreibung | Standort                              | Kennzeichnung | Schutzstatus | Datum | Bild           |
| --------------------------------- | --- | ------------------------------------- | ------------- | ------------ | ----- | -------------- |
| Orgel                             | Ensemble aus PM67000437 und PM67000436                                                                            | in der protestantischen Kirche (Lage) | PM67001103    | Classé       | 1972  | weitere Bilder |
| Orgelprospekt und Emporenbrüstung | 1745 von Johann Andreas Silbermann für das Dominikanerkloster in Guebwiller gebaut, 1792 nach Wasselonne versetzt | in der protestantischen Kirche (Lage) | PM67000437    | Classé       | 1972  | weitere Bilder |
| Instrumentalteil der Orgel        | 1745 von Johann Andreas Silbermann für das Dominikanerkloster in Guebwiller gebaut, 1792 nach Wasselonne versetzt | in der protestantischen Kirche (Lage) | PM67000436    | Classé       | 1972  | weitere Bilder |
| Vier Abendmahlskannen             | Zinn, zwischen 1765 und 1791                                                                                      | in der protestantischen Kirche (Lage) | PM67001854    | Classé       | 2012  |                |
| Sieblöffel                        | Silber, vergoldet, in Lederetui, zwischen 1819 und 1838                                                           | in der protestantischen Kirche (Lage) | PM67001855    | Classé       | 2012  |                |
| Geschirr für das Hausabendmahl    | Kelch, Patene und Oblatendose; Silber, vergoldet, in Lederetui, 1844                                              | in der protestantischen Kirche (Lage) | PM67001856    | Classé       | 2012  |                |